# Ubisoft Quebec
Ubisoft Quebec es un estudio desarrollador de videojuegos canadiense con sede en la ciudad de Quebec, en la provincia con el mismo nombre, propiedad de Ubisoft desde su fundación en 2005. El estudio es conocido por haber creado Immortals Fenyx Rising, ser el desarrollador principal y haber colaborado en algunos reconocidos proyectos de la franquicia Assassin's Creed, así como Tom Clancy's Rainbow Six y For Honor.

## Historia
La desarrolladora, editora y distribuidora de videojuegos francesa Ubisoft anunció sus planes de abrir un estudio de desarrollo en la ciudad de Quebec (en la provincia canadiense con el mismo nombre) en abril de 2005. Para Ubisoft, la ciudad de Quebec, con la presencia de una fuerza laboral joven y varios centros de investigación, representaba un potencial interesante para la compañía. El estudio, bautizado como Ubisoft Quebec, se inauguró oficialmente el 27 de junio de 2005. Nicolas Rioux, el fundador del estudio junto a Andrée Cossetre, fue nombrado director ejecutivo. En junio de 2008, Ubisoft Quebec anunció que había establecido un equipo de producción de imágenes generadas por computadora para la producción de películas y programas de televisión que trabajaría en conjunto con la distribuidora Guillemot. El equipo se cerró con la fundación de Ubisoft Motion Pictures (actual Ubisoft Film & Television) en mayo de 2011, una compañía propiedad de Ubisoft que desempeña la misma función antes mencionada.
Longtail Studios Quebec, un estudio de desarrollo de videojuegos en la ciudad de Quebec, fue adquirido por Ubisoft en marzo de 2010 y se fusionó con Ubisoft Quebec. Del total de la plantilla, 48 empleados fueron transferidos a Ubisoft Quebec. En junio de 2013, François Pelland fue nombrado director ejecutivo de Ubisoft Quebec. En septiembre de 2013, Ubisoft anunció su intención de invertir 373 millones de dólares canadienses en Ubisoft Quebec durante 7 años para crear hasta 500 puestos de trabajo. Una primera inversión de C$ 28 millones en enero de 2014 abrió 100 puestos de trabajo. Luego de otra inversión de C$ 4 millones en julio de 2014, Ubisoft Quebec declaró que se mudaría a sus nuevas oficinas en Saint-Roch y generaría 100 empleos adicionales.
Cuando Nicolas Rioux se convirtió en vicepresidente de tecnología para todos los estudios canadienses de Ubisoft en noviembre de 2017, Patrick Klaus fue nombrado como director ejecutivo de Ubisoft Quebec, con Andrée Cossette como director gerente asociado. En diciembre de 2018, Mike Laidlaw se unió al estudio como director creativo, después de haber dejado el mismo puesto en BioWare tras 14 años, antes de partir nuevamente en febrero de 2020 para fundar su propio estudio. La ubicación de Saint-Roch, conocida como UbiNord, se inauguró oficialmente en abril de 2019. Cossette reemplazó a Klaus como director gerente en noviembre de 2019, después de que Klaus dejara el estudio a principios de ese año. Cossette dejó Ubisoft Quebec en julio de 2020.

## Juegos desarrollados
Tras desarrollar expansiones para Assassin's Creed III y Assassin's Creed IV: Black Flag, así como colaborar en el desarrollo de varios títulos de la franquicia, Ubisoft Quebec se convirtió en el primer estudio de Ubisoft fuera de Ubisoft Montreal en dirigir el desarrollo de un juego principal de la serie Assassin's Creed: Assassin's Creed: Syndicate, lanzado en octubre de 2015, y Assassin's Creed: Odyssey, lanzado en octubre de 2018, juegos elogiados por los críticos y el público, con un gran éxito en ventas.
El estudio se aventuró en el desarrollo de juegos móviles, colaborando junto a Ubisoft Montreal y otros 9 estudios de Ubisoft en Tom Clancy's Rainbow Six Mobile para Android y IOS, anunciado el 5 de abril de 2022. El título es la versión adaptada para dispositivos móviles de Tom Clancy's Rainbow Six: Siege, un exitoso juego de disparos táctico perteneciente a la serie Tom Clancy's Rainbow Six, que Ubisoft Montreal lanzó en diciembre de 2015 para PC y consolas.
| Año  | Título                                                                          | Plataformas |
| ---- | ------------------------------------------------------------------------------- | --- |
| 2006 | Tom Clancy's Rainbow Six: Critical Hour                                         | Xbox |
| 2006 | Open Season                                                                     | Game Boy Advance, Nintendo GameCube, Microsoft Windows, Nintendo DS, PlayStation 2, PlayStation Portable, Wii, Xbox, Xbox 360  |
| 2006 | Tom Clancy's Rainbow Six: Vegas                                                 | Microsoft Windows, Xbox 360, PlayStation 3, PlayStation Portable                                                               |
| 2007 | Cranium Kabookii                                                                | Wii |
| 2007 | Surf's Up                                                                       | Game Boy Advance, Nintendo GameCube, MacOS, Microsoft Windows, Nintendo DS, PlayStation 2, PlayStation Portable, Wii, Xbox 360 |
| 2007 | TMNT                                                                            | Microsoft Windows, PlayStation 2, Nintendo GameCube, Xbox 360, Wii, Nintendo DS, PlayStation Portable                          |
| 2008 | Battle of Giants: Dinosaurs                                                     | Nintendo DS, Wii, Nintendo 3DS                                                                                                 |
| 2008 | My Stop Smoking Coach with Allen Carr                                           | IOS, Nintendo DS |
| 2009 | Battle of Giants: Dragons                                                       | Nintendo DS |
| 2010 | Battle of Giants: Mutant Insects                                                | Nintendo DS |
| 2010 | Battle of Giants: Dinosaurs Strike                                              | Wii, Nintendo 3DS |
| 2010 | Battle of Giants: Dinosaurs Fight For Survival                                  | Nintendo DSi, |
| 2010 | Prince of Persia: The Forgotten Sands                                           | Móvil, Nintendo DS, PlayStation 3, PlayStation Portable, Navegador web, Xbox 360, Microsoft Windows                            |
| 2010 | Battle of Giants: Mutant Insects: Revenge                                       | Nintendo DSi |
| 2010 | Petz Fantasy: Sunshine Magic                                                    | Nintendo DS |
| 2010 | Petz Fantasy: Moonlight Magic                                                   | Nintendo DS |
| 2010 | Assassin's Creed: Brotherhood                                                   | PlayStation 3, Xbox 360, Microsoft Windows, MacOS, PlayStation 4, Xbox One, Nintendo Switch                                    |
| 2011 | Combat of Giants: Dinosaurs 3D                                                  | Nintendo 3DS |
| 2011 | PowerUp Heroes                                                                  | Xbox 360 |
| 2011 | The Black Eyed Peas Experience                                                  | Wii, Xbox 360 |
| 2011 | Assassin's Creed: Revelations                                                   | PlayStation 3, Xbox 360, OnLive, Microsoft Windows, PlayStation 4, Xbox One, Nintendo Switch                                   |
| 2011 | Assassin's Creed: Brotherhood                                                   | PlayStation 3, Xbox 360, OnLive, Microsoft Windows, MacOS, PlayStation 4, Xbox One, Nintendo Switch                            |
| 2012 | Marvel Avengers: Battle for Earth                                               | Wii U, Xbox 360 |
| 2012 | Might & Magic: Duel of Champions                                                | IOS, Microsoft Windows |
| 2012 | Assassin's Creed III                                                            | PlayStation 3, Xbox 360, Wii U, Microsoft Windows, PlayStation 4, Xbox One, Nintendo Switch, Google Stadia                     |
| 2012 | ESPN Sports Connection                                                          | Wii U |
| 2013 | Assassin's Creed IV: Black Flag / Assassin's Creed IV: Black Flag - Freedom Cry | PlayStation 3, Xbox 360, Wii U, PlayStation 4, Microsoft Windows, Nintendo Switch, Google Stadia                               |
| 2014 | Assassin's Creed: Rogue                                                         | PlayStation 3, Xbox 360, Microsoft Windows, PlayStation 4, Xbox One, Nintendo Switch, Google Stadia                            |
| 2015 | Assassin's Creed: Syndicate / Assassin's Creed Syndicate: Jack the Ripper       | PlayStation 4, Xbox One, Microsoft Windows, Google Stadia, Amazon Luna                                                         |
| 2017 | For Honor                                                                       | Microsoft Windows, PlayStation 4, Xbox One                                                                                     |
| 2017 | South Park: Retaguardia en peligro                                              | Microsoft Windows, PlayStation 4, Xbox One, Nintendo Switch                                                                    |
| 2017 | Assassin's Creed: Origins                                                       | Microsoft Windows, PlayStation 4, Xbox One, Google Stadia, Amazon Luna                                                         |
| 2018 | Assassin's Creed: Odyssey                                                       | Microsoft Windows, PlayStation 4, Xbox One, Nintendo Switch, Google Stadia, Amazon Luna                                        |
| 2020 | Immortals Fenyx Rising                                                          | Microsoft Windows, PlayStation 4, PlayStation 5, Xbox One, Xbox Series X/S, Nintendo Switch, Google Stadia, Amazon Luna        |
| TBA  | Tom Clancy's Rainbow Six Mobile                                                 | IOS, Android |